# Maigret és a törpe

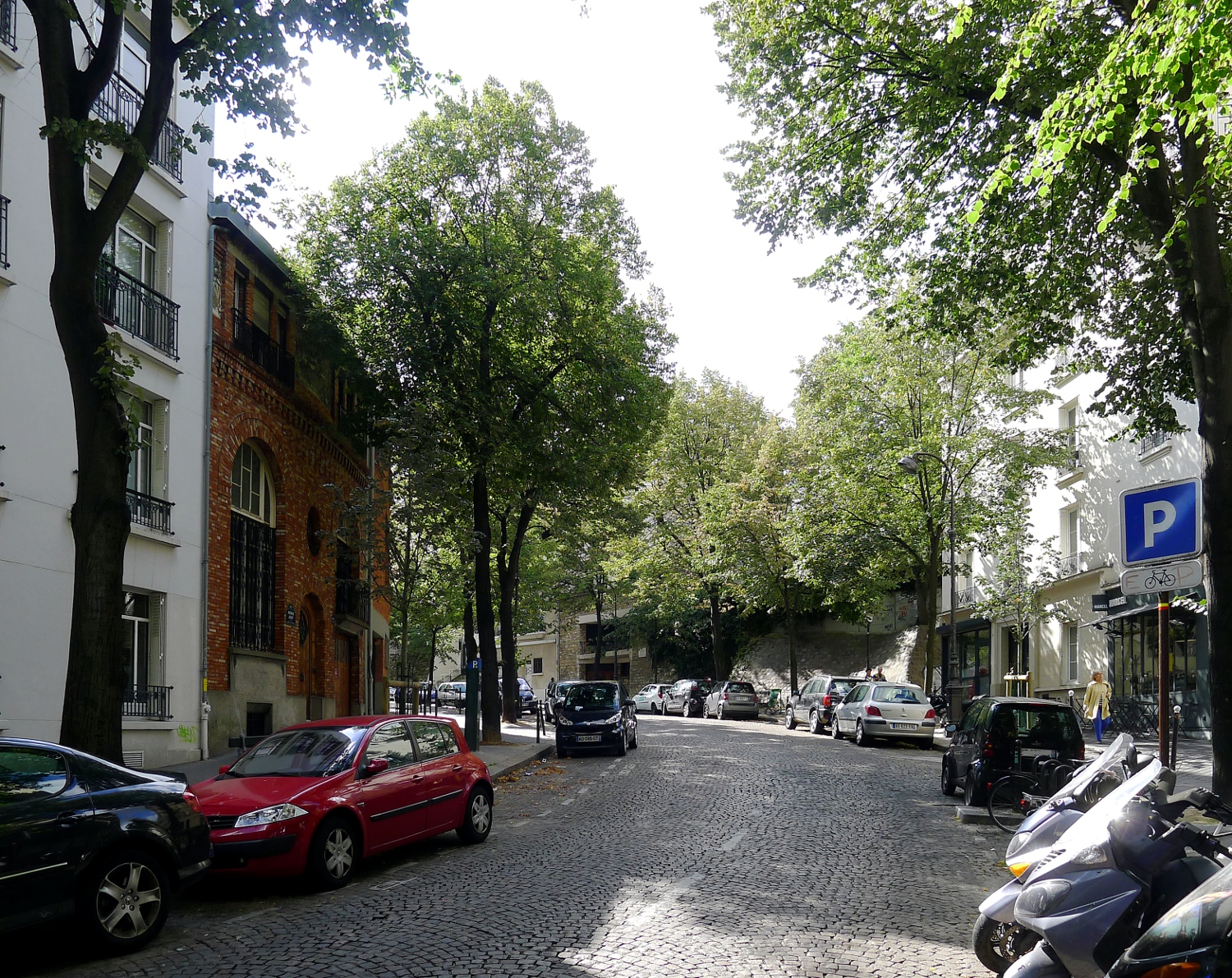
A cselekmény egyik helyszínéül szolgáló Junot sugárút

A Maigret és a törpe (Maigret et l'indicateur) Georges Simenon egyik Maigret-regénye. Magyarul 2006-ban, a Park Könyvkiadó gondozásában jelent meg.

## Történet
|  | Alább a cselekmény részletei következnek! |

Maigret-t egy májusi éjszakán Lucas ébreszti. Egy párizsi vendéglő tulajdonosának – Maurice Marciának – holttestét a Junot sugárúton találták meg. Minden valószínűség szerint nem ott halt meg, csak odaszállították.
Maigret felkeresi Marcia özvegyét, Line-t, s elmondja neki a hírt. Ő először azt hiszi, a szívbetegsége okozta halálát. Ezek után ellátogat a vendéglőjébe, ahol megtudja, Marcia telefonhívást kapott egy beazonosíthatatlan nemű egyéntől mielőtt éjfél tájban elhagyta vendéglőjét (amit egyébként nem gyakran tett). A boncolás kideríti, Marciát közelről lőtték le, s semmiféle szívbetegsége nem volt.
Reggel felkeresi Maigret-t Louis felügyelő, a IX. kerületből, s egy névtelen forrására hivatkozva – aki eddig még nem tévedett – azt állítja, Manuel és Jo Mori egyike ölte meg Maurice-t. Maigret újra felkeresi Line Marciát, akit elegáns bútorairól, s férje ismerőseiről faggatja. Megtudja, hogy Line veszi át az étterem vezetését. Maigret szerint az özvegy nem mond el mindent, s azt sem érti, a műveletlen Maurice hogy tudta feleségének ily ízlésesen berendezni a lakást. A főfelügyelő a Mori fivérek bűnbandájára, a kastélyos bandára gyanakszik. Az étterembe visszatérve megtudja, hogy Maurice néha saját vonalat kér, amin vidékre is telefonál. A Mori testvérek is betértek néha oda, akikkel Marcia jóban is volt.
A titokzatos telefonálónak Maigret-t is sikerül felhívnia, s arra kéri, tartóztassa le Manuel Morit, mert különben veszélyben van az élete. A főfelügyelő ezek után kihallgatja Manuel részeges portását, s megtudja, a kérdéses éjszakán először egy nővel érkezett Mori, s egy konyakot is hozott, majd egyedül is beengedte őt. Később hallotta, ahogy elmegy a kocsijával, s még egyszer visszatért. Amikor gyalog hagyják el a lakók a házat, arra nem szokott felkelni, így a távozásokat nem tudta behatárolni. Maigret ezek alapján házkutatási és elfogató jogot kér, amit a bíró meg is ad neki.
A két testvér épp egy gyümölcsszállítmányt ellenőriz (mióta bandájukat felszámolták ezzel foglalkoznak), amikor Maigret eléri őket. Megmutatja a házkutatási parancsokat, s hazakíséri Manuelt. Otthonában beismeri, hogy a nő, aki feljött hozzá Line volt, s ő a szeretője. Maigret kiszúrja egy szőnyeg helyét, ami immáron nincs ott, így kihív egy profi házkutató csoportot. Manuelt egyelőre nem csukja le, hadd lehessen ott Maurice temetésén, viszont Párizst nem hagyhatja el. Ezek után meglátogatja Jót is, elbeszélget a szeretőjével, akivel a gyilkosság estéjét töltötte, majd neki is megtiltja, hogy elhagyja a várost, s megfenyegeti, ha Bolhának (a telefonálónak, akinek nevét Manuel mondta el) baja esik, megjárják.
Maigret meglátogatja Bolha barátnőjét, mert az felhívta Louist, hogy napok óta nem látta őt. A felügyelő nem csodálkozik, hiszen Bolha előre is ezt mondta. A férfi másnap fel is hívja a lányt, s elmondja, minden éjjel máshol alszik, s valószínűleg Mori bandája is keresi őt. Maigret ezek után elutazik Bandolba, Marcia temetésére.
A temetés után Maigret ellátogat Madame Marcia villájába, s ott találja Manuel Morit is. Fejtegetni kezdi nekik hipotéziseit: Maurice bedörömbölt Manuel lakásába, s mialatt a hálószobába, feleségéhez tartott a házigazda elővett egy pisztolyt, s lelőtte. Persze az is lehet, hogy Line lőtte őt le, miközben Manuellel vitatkozott. A férfi mosolyogva hallgatja, mondván: azt se tudja bizonyítani, hogy viszonyuk van. A főfelügyelő ezek után visszatér Párizsba.
Itt Janvier-vel megtalálja Bolha egyik rejtekhelyét, majd az apró termetű ember nője elmondja, a férfi egyre jobban fél, nem bízik senkiben. Maigret megkéri a nőt, hogy továbbítsa hozzá legközelebbi hívását, mert így végre elkaphatná a Mori fivéreket. Maurice éttermében eközben az új tulajdonos hatására nem látják szívesen Maigret-éket.
Louis rábukkan Bolha aktuális rejtekhelyére, s bekísérik a reszkető törpét az őrsre. Bolha azt állítja, látta Maurice-t bemenni Manuel Morihoz – ahol Line is tartózkodott –, majd nem sokkal később Line távozott, s Jo érkezett, aki Manuellel egy szőnyegbe csavart nehéz csomagot szállított el, és fél órával visszaérkezésük után ment haza. Maigret biztos benne, hogy nem mondott el mindent, mert Manuel nem gyanakodna rá, ha nem lett volna a képben. Mindenesetre elfogató parancsot kér a bírótól Line Marcia nevére is.
Manuelt Maurice egykori lakásán özvegyével találja, s kisebb viták után letartóztatja őket. Mire beérnek, már Jo is benn van, s Bolhát is behívják. Maigret megvádolja őket a gyilkossággal, s mivel Manuel nem tagadja le, s nem védi meg a nőt, Line úgy dönt, kitálal.
Először azt mondja, nem tudott arról, hogy Manuel meg akarja ölni Maurice-t. A férfi természetesen tagadja, azt mondja, Line ötlete volt. Közben Bolha beismeri, hogy Manuel bérelte fel őt, hogy telefonáljon Marciának. A két fél egymást vádolja az tervezéssel és kivitelezésével, tehát beismerik, hogy ők voltak a gyilkosok. A vádaskodást a bíróságon sem hagyják abba, így a bíró mindkettejüket 20 évre, Jót pedig bűnrészességért 5 évre lecsukatja. Bolha pedig továbbra is telefonálgat Louisnak.
|  | Itt a vége a cselekmény részletezésének! |

## Magyarul
- Maigret és a törpe; ford. Vargyas Zoltán; Park, Bp., 2006 (Maigret) ISBN 963-530-598-2